# GP Groot B.V.
GP Groot is een Nederlands bedrijf dat zich richt op afvalinzameling, brandstofhandel en infrastructuur. Het bedrijf is in 1917 opgericht als een landbouw- en vrachtbedrijf.

## Activiteiten
De hoofdactiviteiten van het bedrijf zijn het inzamelen en recyclen van afval, de handel in brandstoffen en oliehandel, en het bieden van diensten op het gebied van infrastructuur en advies. Binnen deze drie takken heeft GP Groot de joint-venture Sortiva met de Huisvuilcentrale (HVC). Deze joint-venture heeft als hoofddoel het zoveel mogelijk scheiden van afval en ervoor zorgen dat er zo min mogelijk in de verbrandingsoven van de HVC terechtkomt.
GP Groot heeft ruim 1000 medewerkers.

## Geschiedenis
Het bedrijf is in 1917 opgericht door landbouwer en vrachtrijder Gerardus Petrus Groot. In 1928 vestigde het bedrijf zich aan de Hoogeweg in Heiloo. Na de Tweede Wereldoorlog namen de zonen van Gerardus Groot de onderneming over en in 1947 werd gestart met de brandstoffenhandel (kolen). In de jaren vijftig begon men met klein aannemingswerk. In 1963 werd GP Groot Aannemingsbedrijf voor grond-, weg- en waterbouw officieel opgericht.
In 1973 kocht GP Groot dertig hectare grond op de Boekelermeer in Alkmaar voor de realisatie van een stortplaats. In de jaren die volgden verlegde GP Groot de focus naar het recyclen van de afvalstoffen. Naast het bouw- en sloopafval werden de scheidings- en recyclingactiviteiten steeds uitgebreider.